# Among the Living
Among the Living je třetí řadové studiové album americké thrashmetalové hudební skupiny Anthrax. Vydáno bylo roku 1987. Album je věnováno baskytaristovi skupiny Metallica Cliffu Burtonovi, který tragicky zahynul půl roku před vydáním alba. BBC označila album za „největší průlom kapely“ a „nejoblíbenější Anthrax album mnoha fanoušků“.
Producentem alba je Eddie Kramer. Album bylo částečně nahráno ve studiu na Floridě a dokončeno bylo na Bahamách na požádání kytaristy Scotta Iana, který později uvedl důvod – na stejném místě předtím nahrála album skupina Iron Maiden.
Z alba vzešly dva singly – „I Am the Law“ a „Indians“. Videoklip pro píseň „Indians“ byl hrán poměrně často na MTV ke konci 80. let, v období velkého rozmachu thrash metalu. Skladba „I Am the Law“ je odkaz na komiksovou postavu Soudce Dredda. V písni je zmíněno mnoho dalších postav z Dreddova fiktivního univerza. Názvem čtvrté skladby alba je Dreddova hláška „nice fukin life“, napsaná pozpátku. Skladba „Indians“ popisuje boj Indiánů s bílými kolonisty na území dnešních Spojených států amerických.
10. listopadu 2009 byla vydána deluxe edice alba, která obsahuje navíc DVD se záznamem koncertu a upravené verze několika skladeb.

## Seznam skladeb
Pokud není uvedeno jinak, autorem všech skladeb je Anthrax.
| Pořadí | Název                    | Autor               | Délka |
| ------ | ------------------------ | ------------------- | ----- |
| 1.     | Among the Living         |                     | 5:16  |
| 2.     | Caught in a Mosh         |                     | 5:00  |
| 3.     | I Am the Law             | Anthrax, Dan Lilker | 5:57  |
| 4.     | Efilnikufesin (N.F.L.)   |                     | 4:54  |
| 5.     | A Skeleton in the Closet |                     | 5:32  |
| 6.     | Indians                  |                     | 5:40  |
| 7.     | One World                |                     | 5:56  |
| 8.     | A.D.I./Horror of It All  |                     | 7:49  |
| 9.     | Imitation of Life        | Anthrax, Dan Lilker | 4:22  |

## Sestava
- Joey Belladonna – zpěv
- Dan Spitz – kytara, doprovodné vokály
- Scott Ian – kytara, doprovodné vokály
- Frank Bello – baskytara, doprovodné vokály
- Charlie Benante – bicí